# Eva Zengel
Eva Zengel (* 1931 in Erfurt) ist eine deutsche Kunsthistorikerin und Archäologin. Sie war in der DDR an verschiedenen bedeutenden Institutionen tätig und am Ende ihrer Karriere Direktorin des Ostberliner Teils des Museums für Vor- und Frühgeschichte.

## Leben und Leistungen
Eva Zengel studierte von 1953 bis 1958 Kunstgeschichte und Archäologie an der Universität Rostock. Ihr Studium beendete sie mit dem Erwerb des Diplom-Abschlusses. Anschließend arbeitete sie als Wissenschaftliche Assistentin in Rostock, danach bei einem Berliner Verlag. 1966 wurde sie Leiterin des Stadtmuseums Erfurt. 1979 wechselte sie in das Ministerium für Kultur der DDR, wo sie Hauptreferentin für Museumswesen und Denkmalpflege war. 1984 wurde ihr in Nachfolge von Erik Hühns beziehungsweise der Interimsleiterin Frauke Geupel die Leitung des Museums für Vor- und Frühgeschichte übertragen, was sie bis zu ihrer Versetzung in den Ruhestand 1991 blieb. Nachfolger und damit erster Direktor der wiedervereinten Sammlung wurde Wilfried Menghin.
Als Kunsthistorikerin beschäftigte sich Zengel unter anderem mit dem Werk von Frans Hals. Als Leiterin des Museums für Vor- und Frühgeschichte rückten insbesondere Heinrich Schliemann und dessen Sammlung in das Interesse Zengels. So organisierte sie zu dessen 100. Todestag eine große Gemeinschaftsausstellung mit dem Archäologischen Nationalmuseum von Athen, die zunächst in Athen, 1990/91 im Alten Museum auf der Museumsinsel Berlin gezeigt wurde. Die schon vor der Wende organisierte Ausstellung vereinte erstmals nach mehreren Jahrzehnten der Trennung Ost- und Westberliner Sammlungsteile der Schliemann-Sammlung, ein „historischer Verdienst“, wie im Jahresbericht der Staatlichen Museen Preußischer Kulturbesitz für das Jahr 1991 ausgeführt wurde. Noch 1990 leitete sie gemeinsam mit dem damaligen Westberliner Generaldirektor der Staatlichen Museen, Wolf-Dieter Dube, den Beginn der EDV-gestützten Fundinventarisierung ein. Im Zuge der deutschen Wiedervereinigung setzte sich Zengel schon früh für die Vereinigung der West- und Ostberliner prähistorischen Sammlungen ein. Kritische Bemerkungen zu Zengels Verhalten kamen von Marion Bertram, die Zengel vorwarf sie auf eine Liste potentiell zu entlassender Mitarbeiter und Mitarbeiterinnen setzte, da diese versuchte, Parteimitgliedern unabhängig von deren Qualifikation ihre Stellen zu erhalten. Am Ende gab es jedoch keine Entlassungen im Zuge der Vereinigung.

## Publikationen (Auswahl)
- Frans Hals. 10 farbige Reproduktionen, 7 einfarbige Tafeln (=  Welt der Kunst). Henschelverlag, Berlin 1969.
- mit Marion Bertram: Troja, Mykene, Tiryns. Heinrich Schliemann zum 100. Todestag. Gemeinschaftsausstellung des Archäologischen Nationalmuseums Athen und des Museums für Ur- und Frühgeschichte der Staatlichen Museen zu Berlin im Alten Museum, Oktober 1990 bis Januar 1991. Museum für Ur- und Frühgeschichte, Berlin 1990.
- Redaktion: Georgios Stylianos Korres: Heinrich Schliemann. Ein Leben für die Wissenschaft. Beiträge zur Biographie. Nicolai, Berlin 1990, ISBN 3-87584-334-7.